# Georgetown (Missisipi)
Georgetown miejscowość położona w hrabstwie Copiah, w stanie Missisipi (USA). Ludność wyniosła w 2000 roku 344 osoby, w 2006 według United States Census Bureau 352, zajmuje powierzchnię 1,8 km².